# André Breitenreiter
André Breitenreiter (ur. 2 października 1973 w Langenhagen) – niemiecki trener i piłkarz występujący na pozycji napastnika.

## Kariera piłkarska
Breitenreiter jako junior grał w zespołach Borussia Hanower, Hannoverscher SC oraz Hannover 96, do którego trafił w 1986. W 1991 został włączony do jego pierwszej drużyny, grającej w 2. Bundeslidze. W 1992 wraz z zespołem zdobył Puchar Niemiec. W Hannoverze występował do 1994, a potem przeszedł do pierwszoligowego Hamburgera SV. W Bundeslidze zadebiutował 17 września 1994 w zremisowanym 1:1 meczu z Bayernem Monachium, w którym strzelił także gola. W 1996 zajął z klubem 5. miejsce w Bundeslidze, które było jednocześnie jego najwyższym w karierze.
Na początku 1998 odszedł do VfL Wolfsburg, również grającego w Bundeslidze. Po raz pierwszy w jego barwach wystąpił 31 stycznia 1998 w przegranym 0:1 ligowym spotkaniu z Herthą. Graczem Wolfsburga był przez prawie dwa lata. W grudniu 1999 przeniósł do innego pierwszoligowca, SpVgg Unterhaching. W 2001 spadł z nim do 2. Bundesligi. W Unterhaching Breitenreiter spędził jeszcze rok.
Następnie występował SC Langenhagen, KSV Hessen Kassel, Holstein Kiel, BV Cloppenburg oraz TSV Havelse. W 2010 zakończył karierę.

## Kariera trenerska
Karierę rozpoczął jako trener drużyny juniorów TuS Altwarmbüchen. W styczniu 2011 został szkoleniowcem zespołu TSV Havelse, grającego w Regionallidze Nord. Prowadził go do końca sezonu 2012/2013. Wówczas został trenerem SC Paderborn 07 z 2. Bundesligi. W sezonie 2013/2014 awansował z nim do Bundesligi. Zadebiutował w niej 24 sierpnia 2014 w zremisowanym 2:2 meczu z 1. FSV Mainz 05. W sezonie 2014/2015 spadł z zespołem do 2. Bundesligi, zajmując w Bundeslidze ostatnie, 18. miejsce. Po zakończeniu tamtego sezonu Breitenreiter odszedł z klubu.
W czerwcu 2015 podpisał kontrakt z pierwszoligowym FC Schalke 04.